# Famiglia Von Erich
La famiglia Von Erich è una storica dinastia del mondo del wrestling statunitense. Il vero cognome di famiglia è "Adkisson" ma ogni membro della famiglia entrato nel mondo del wrestling ha utilizzato il ring name "Von Erich", dopo che il patriarca, Fritz, lo aveva utilizzato per primo.
La famiglia è anche famigerata per la lunga catena di lutti che l'hanno colpita: 5 dei 6 fratelli.

## Membri

### Fritz Von Erich

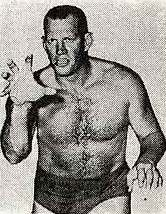
Fritz Von Erich, il capostipite della famiglia

Fritz Von Erich, nato Jack Barton Adkisson il 16 agosto 1929 a Jewett, in Texas, fu un wrestler dall'imponente figura che riuscì ad imporsi come uno dei maggiori heel della sua epoca, interpretando la gimmick del nazista cattivo.
Originariamente allenato da Stu Hart, Fritz divenne una star in diverse federazioni locali facenti parte della National Wrestling Alliance, principalmente nella World Class Championship Wrestling di St. Louis. Durante gli anni sessanta conquistò anche una versione del titolo mondiale AWA World Heavyweight Title.
Nonostante non abbia mai vinto l'NWA World Heavyweight Championship, Fritz mantenne sempre i rapporti con la NWA, vincendo molte altre cinture di prestigio. Fritz fu anche per breve tempo presidente NWA durante gli anni settanta, e in seguito presidente della WCCW quando la compagnia si spostò a Dallas (Texas). Fritz era famoso anche in Giappone, dove era conosciuto con il nome di "Tetsu no Tsume" ("artiglio d'acciaio"), e contribuì alla rinascita del wrestling giapponese dopo la morte di Rikidōzan.
Fritz si sposò con Doris il 23 giugno 1950. Insieme, la coppia ebbe ben 6 figli prima di divorziare il 21 luglio del 1992. Doris è morta il 6 gennaio 2008.
Fritz morì di cancro il 10 settembre 1997.

### Jack Adkisson Jr.
Il primogenito di Fritz Von Erich, Jack Barton Adkisson Jr., nacque il 21 settembre 1952. Il bambino morì durante l'infanzia, a causa di una forte scossa elettrica e al conseguente annegamento in uno stagno, all'età di appena 6 anni.

### Kevin Von Erich

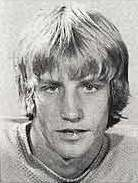
Kevin Von Erich nel 1977

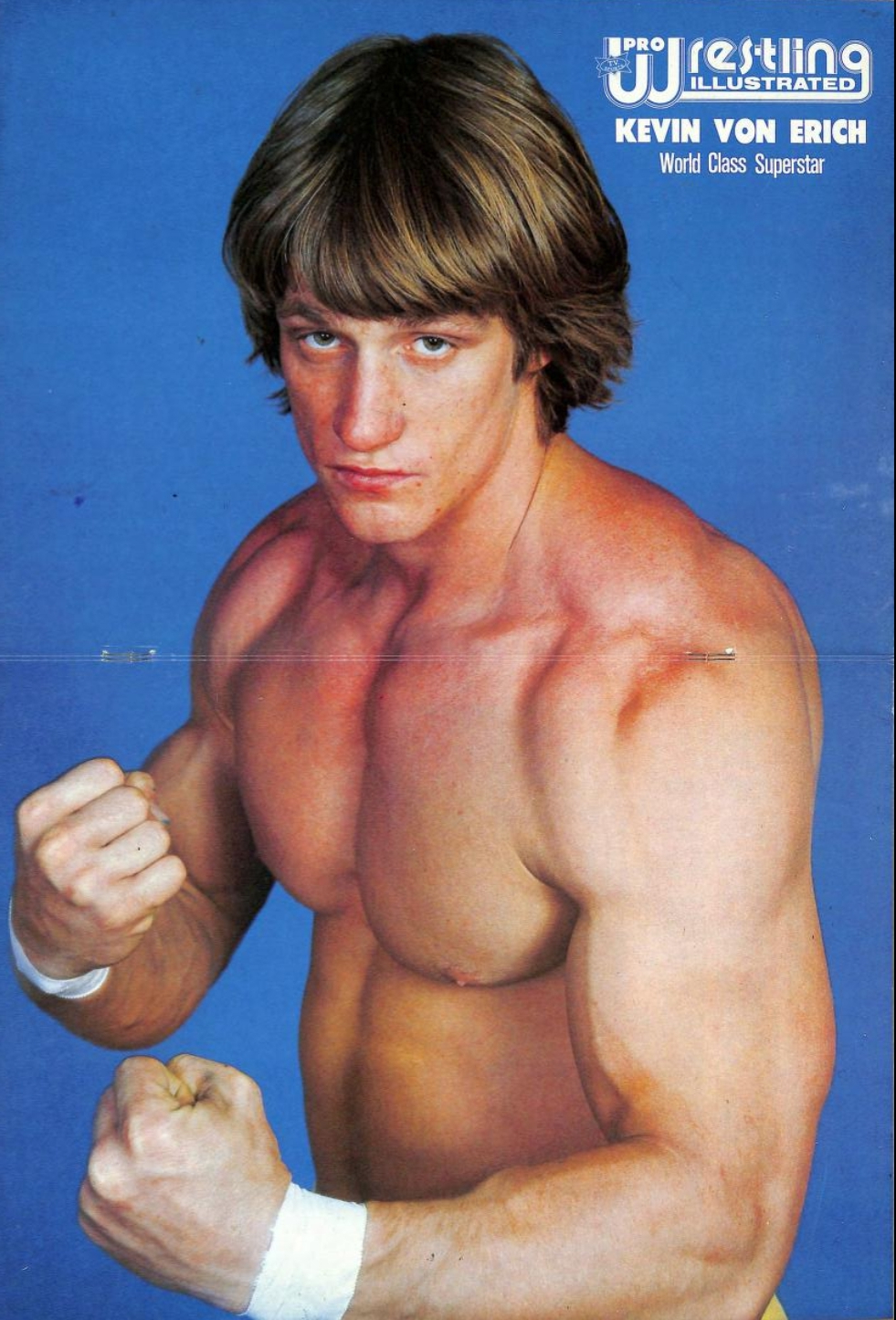
Kevin Von Erich nel 1983

Nato Kevin Ross Adkisson il 15 maggio 1957 a Belleville, Illinois, soprannominato "The Golden Warrior", Kevin Von Erich è il secondogenito di Fritz Von Erich.
Kevin ha trascorso la maggior parte della carriera lottando nella World Class Championship Wrestling, dove ebbe molti feud memorabili contro wrestler come Chris Adams, Fabulous Freebirds e Ric Flair. Kevin si ritirò dal wrestling nel 1993 per passare più tempo con la sua famiglia e gestire gli affari dei Von Erich.
Kevin si è sposato con Pamela J. May (Pam) il 1º maggio 1980. La coppia ha avuto quattro figli, due femmine, Kristen Rain (3 febbraio 1981) e Jillian Lindsey (10 febbraio 1985) e due maschi, David Michael (1º giugno 1988) e Kevin Marshall (10 novembre 1992).
Nel maggio 2006 ha ceduto i diritti del materiale d'archivio della World Class a Vince McMahon e alla World Wrestling Entertainment. Nel luglio 2006 ha fatto due brevi apparizioni durante degli show della WWE a Dallas. Nella prima, a WWE Homecoming, lui e altre leggende del ring hanno attaccato Rob Conway, reo di averli insultati. La seconda apparizione ebbe luogo il 15 luglio 2006 durante una puntata di WWE Saturday Night's Main Event. Kevin è ancora proprietario della società Southwest Sports Inc., che ha rinominato K.R. Adkisson Enterprises Inc., e che si occupa di gestire e distribuire il materiale inerente alla WCCW.
Kevin conduceva il programma History of WCCW insieme a Michael Hayes sul canale WWE Classics On Demand.
A WrestleMania XXV, Kevin Von Erich rappresentò la famiglia Von Erich durante l'inserimento nella WWE Hall of Fame.

### David Von Erich

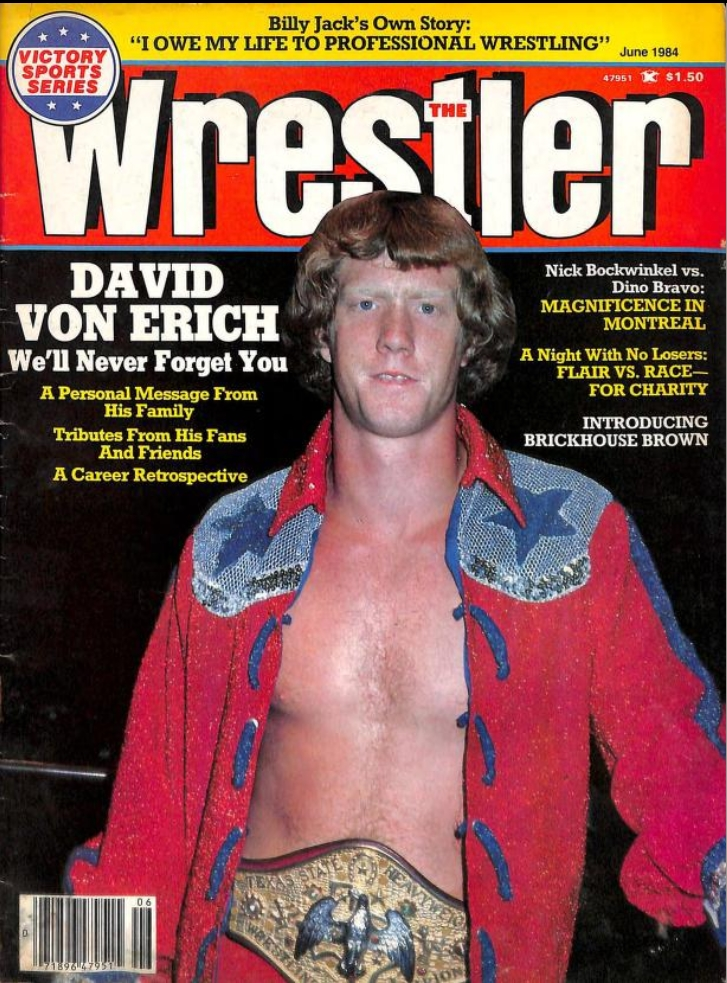
David Von Erich nel 1984 sulla copertina della rivista The Wrestler

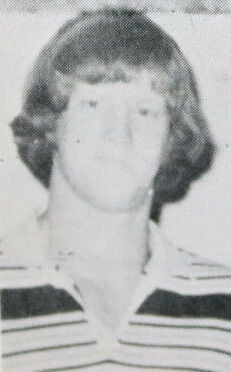
David Von Erich nel 1977

"The Yellow Rose of Texas" ("La rosa gialla del Texas") David Von Erich è il terzo figlio di Fritz Von Erich. Nato David Alan Adkisson il 22 luglio 1958 a Dallas (Texas).
David ebbe molti feud memorabili, principalmente nella World Class Championship Wrestling. Si scontrò parecchie volte con Harley Race e Ric Flair per il titolo NWA World Heavyweight Championship (ma non riuscì mai a vincerlo), e fece coppia con Kevin e Kerry nella lunga faida contro i Fabulous Freebirds. David lottò anche in Missouri, dove vinse l'NWA Missouri Heavyweight Championship in un paio di occasioni.
David si sposò con Candy L. McLeod il 26 giugno 1978. Insieme, la coppia ebbe una figlia chiamata Natosha Zoeanna (19 ottobre 1978) Tragicamente, la bambina morì poco tempo dopo, e i due divorziarono il 12 luglio 1979. Si risposò in seconde nozze con Patricia A. Matter (Tricia) l'8 giugno 1982.
David morì il 10 febbraio 1984 a Tokyo, in Giappone, rinvenuto cadavere nella propria stanza d'albergo. Secondo alcune fonti era in procinto di vincere il titolo NWA World Heavyweight Championship contro Ric Flair essendo stato scelto dalla federazione come nuovo campione. Nonostante molti siano ancora oggi convinti della cosa, l'ipotesi non è mai stata ufficialmente confermata, e nessun dirigente della NWA ha mai confermato la storia.
Il referto medico ufficiale indica come causa della morte un'acuta forma di enterite, ma Ric Flair afferma nella sua autobiografia To Be the Man che "tutti nell'ambiente del wrestling sanno che è stata un'overdose ad ucciderlo veramente", e che Bruiser Brody (il wrestler che trovò David senza vita) si sbarazzò della droga gettandola nel water prima dell'arrivo della polizia.
Un paio di mesi dopo fu tenuto in suo onore uno show, durante il quale il fratello più giovane, Kerry Von Erich, vinse la cintura NWA World Title da Ric Flair.

### Kerry Von Erich

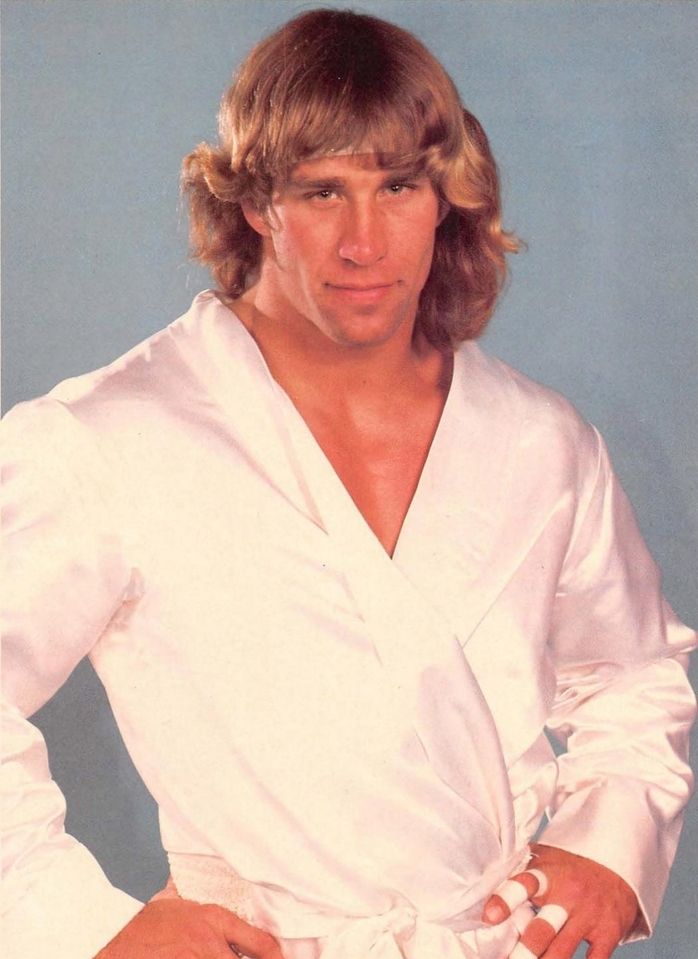
Kerry Von Erich nel 1987

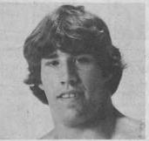
Kerry Von Erich nel 1982 circa

Kerry Von Erich è il quarto figlio di Fritz Von Erich. Nacque Kerry Gene Adkisson il 3 febbraio 1960 a Niagara Falls (New York). Conosciuto con i ring name "The Modern Day Warrior" e "The Texas Tornado", Kerry è il wrestler più famoso di tutta la famiglia Von Erich.
Come la maggior parte dei suoi fratelli, Kerry passò gran parte della sua carriera lottando nella World Class Championship Wrestling, dove ebbe feud importanti con Gino Hernandez, Iceman Parsons, Chris Adams e i Fabulous Freebirds. Kerry conquistò il titolo di maggior prestigio della famiglia Von Erich diventandone il membro più di successo, quando vinse l'NWA World Heavyweight Title sconfiggendo Ric Flair durante il "David Von Erich Memorial Parade of Champions", uno show tributo al fratello maggiore recentemente scomparso. Perse poi la cintura contro Flair solo tre settimane dopo averla vinta. Successivamente andò a combattere nella World Wrestling Federation (dove vinse il titolo WWF Intercontinental Championship a SummerSlam 1990 il 27 agosto, battendo Mr. Perfect) e poi nella Global Wrestling Federation.
Kerry si sposò con Catherine M. Murray (Cathy) nel 1983. Insieme, la coppia ebbe due figlie: Hollie Brooke (nata il 19 settembre 1984) e Lacey Dawn (nata il 17 luglio 1986). Successivamente i due si separarono, per poi divorziare il 22 aprile del 1992. Lacey è diventata ora una lottatrice professionista, che ha militato anche nella Total Nonstop Action Wrestling.
Il 4 giugno 1986, Kerry rimase coinvolto in un incidente in motocicletta che quasi gli costò la vita. A seguito dell'incidente, i medici furono costretti ad amputargli il piede destro a causa delle ferite riportate. Secondo suo fratello Kevin, Kerry compromise definitivamente la guarigione del piede, cercando di camminare prematuramente senza aspettare il decorso ospedaliero post intervento. Riuscì comunque a continuare a combattere anche menomato, grazie ad una protesi inserita nello stivale.
Kerry ebbe gravi problemi di tossicodipendenza. A causa della droga subì anche due arresti, il primo dei quali risultò in una condanna alla libertà vigilata. Dopo il secondo arresto, avvenuto in regime di libertà vigilata e che probabilmente si sarebbe tramutato in una pena da scontarsi direttamente in carcere, Kerry si suicidò sparandosi il 18 febbraio 1993 nel ranch del padre a Denton, Texas.

### Mike Von Erich

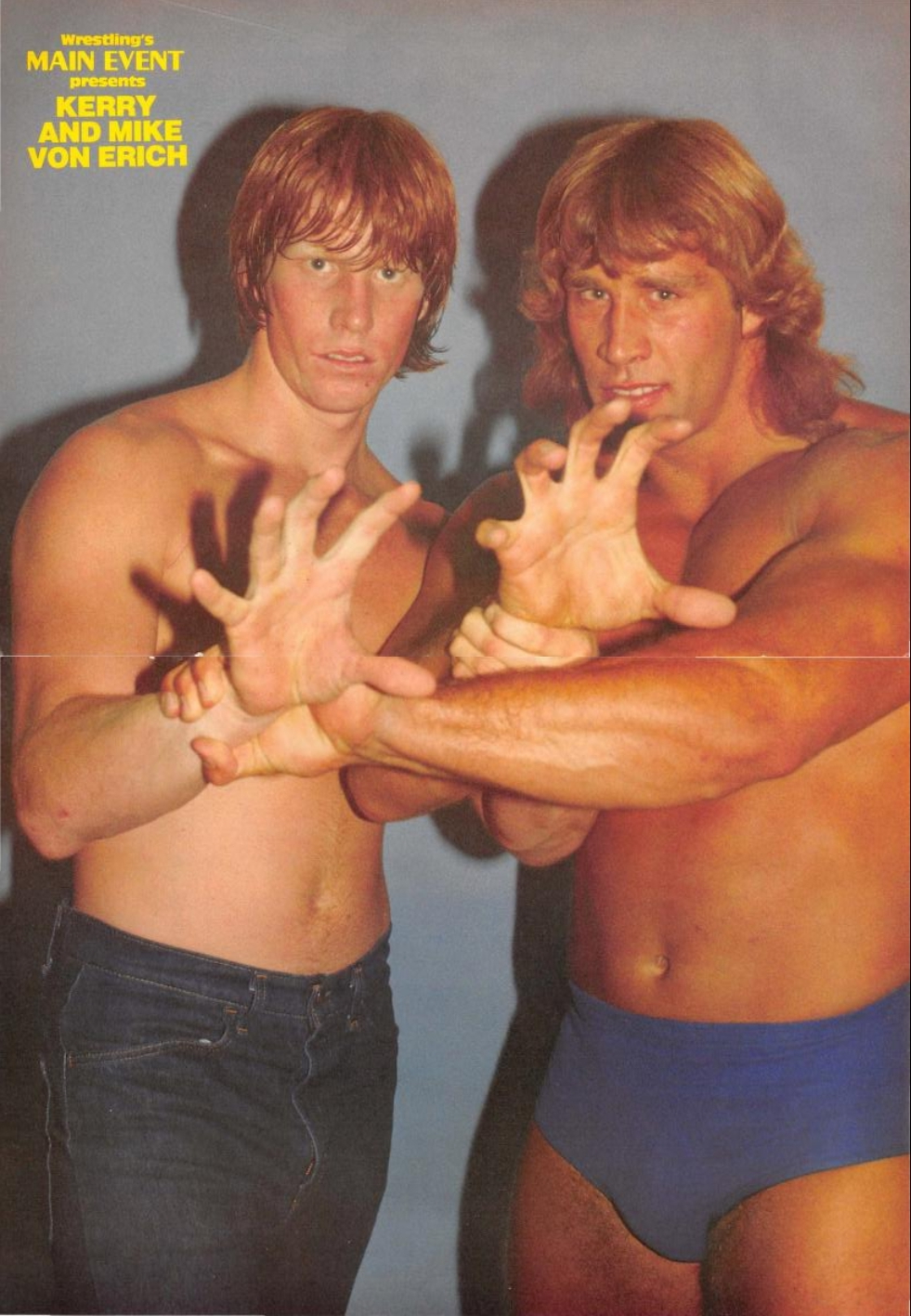
Mike & Kerry Von Erich (1984)

Mike Von Erich era il quinto figlio di Fritz Von Erich. Nacque Michael Brett Adkisson il 2 marzo 1964 a Dallas (Texas).
Mike sostituì David nel feud tra i Von Erich e i Fabulous Freebirds, dopo la morte del fratello. Secondo il DVD Heroes of World Class, Mike voleva lavorare nella World Class come cameraman e non aveva particolare interesse a diventare un wrestler, e Fritz lo avrebbe costretto a diventarlo in seguito alla scomparsa di David.
Mike si sposò con Shani Danette Garza il 14 febbraio 1985. Poco tempo dopo il matrimonio, Mike si infortunò ad una spalla durante un tour in Israele e si dovette operare. Dopo l'intervento si scoprì che soffriva di sindrome da shock tossico, una patologia rarissima nei maschi adulti.
Qualche tempo dopo, Mike fu costretto a ritirarsi dal ring non essendo più in grado di combattere a tempo pieno. Si suicidò il 12 aprile 1987 a Denton, Texas, ingerendo grandi quantità di tranquillanti.

### Chris Von Erich
Nato Chris Barton Adkisson il 30 settembre 1969 a Dallas (Texas), Chris Von Erich era il più piccolo, e meno atletico dei Von Erich. Provò incessantemente a sfondare nel mondo del wrestling anche se era scarsamente dotato dal punto di vista fisico. Ebbe un feud di qualche interesse con Percy Pringle nella USWA/World Class, ma la sua carriera stentava a decollare e non era minimamente paragonabile a quella degli altri fratelli.
Dopo diversi anni di fallimenti nel wrestling, Chris cadde vittima della depressione e della frustrazione. Si suicidò sparandosi in testa il 12 settembre 1991.

## Altri membri

### Terza Generazione

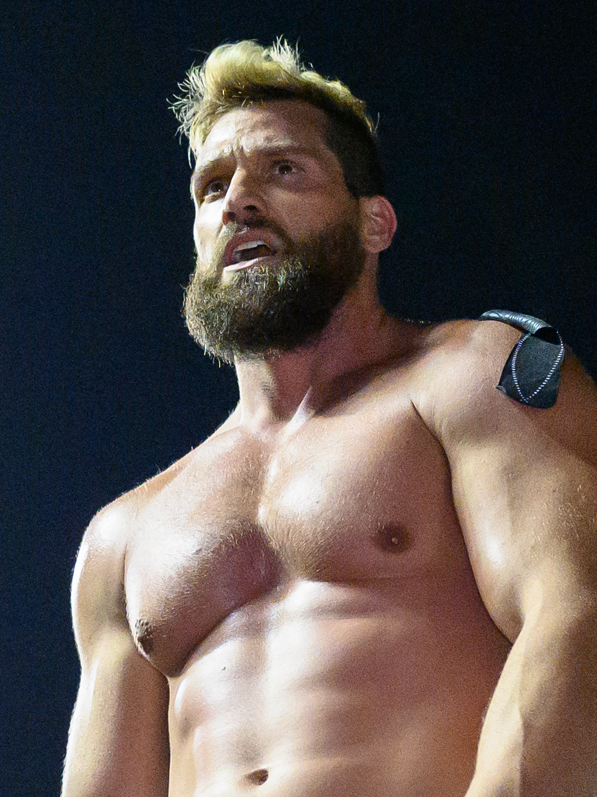
Ross Von Erich nel 2019

#### Ross Von Erich
Ross Von Erich è il nome d'arte di David Michael Adkisson (nato 1º giugno 1988). Ross è il figlio di Kevin Von Erich. Ross, come suo padre prima di lui, è stato un giocatore di football americano per qualche tempo. In una intervista del 2010, Ross ha affermato che lui e suo fratello Marshall si stanno allenando per diventare lottatori professionisti. Esordì nel 2012, insieme al fratello Marshall nella Pro Wrestling Noah. Il 15 giugno 2014 Marshall e Ross lottarono in coppia a Slammiversary XII, dove sconfissero The BroMans. Il 29 maggio 2015, i due fratelli debuttarono nella Imperial Wrestling Revolution. Conquistarono il titolo IWR Tag Team Championship sconfiggendo l'Arrow Club nel 2017. Nel maggio 2019 firmarono un contratto pluriennale con la Major League Wrestling (MLW).

#### Marshall Von Erich

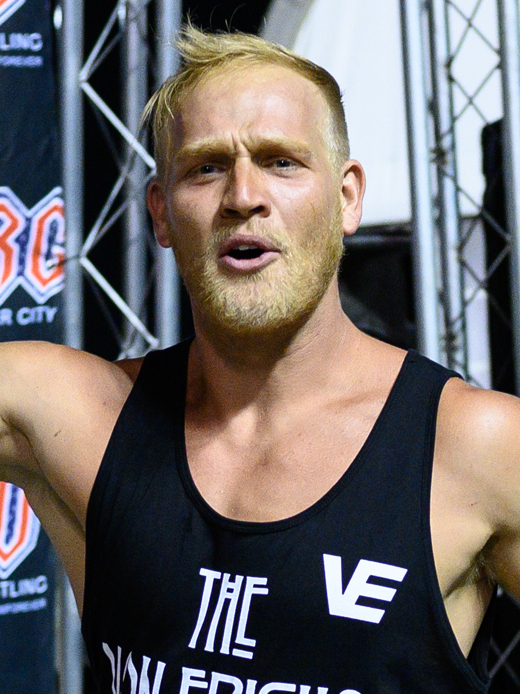
Marshall Von Erich nel 2019

Kevin Marshall Adkisson (nato il 10 novembre 1992), meglio conosciuto come Marshall Von Erich, è il figlio di Kevin Von Erich. Fu allenato da Kevin, Harley Race e presso il dojo Noah. Esordì nel 2012, insieme al fratello Ross nella Pro Wrestling Noah. Il 15 giugno 2014 Marshall e Ross lottarono in coppia a Slammiversary XII, dove sconfissero The BroMans. Il 29 maggio 2015, i due fratelli debuttarono nella Imperial Wrestling Revolution. Conquistarono il titolo IWR Tag Team Championship sconfiggendo l'Arrow Club nel 2017. Nel maggio 2019 firmarono un contratto pluriennale con la Major League Wrestling (MLW).

#### Lacey Von Erich

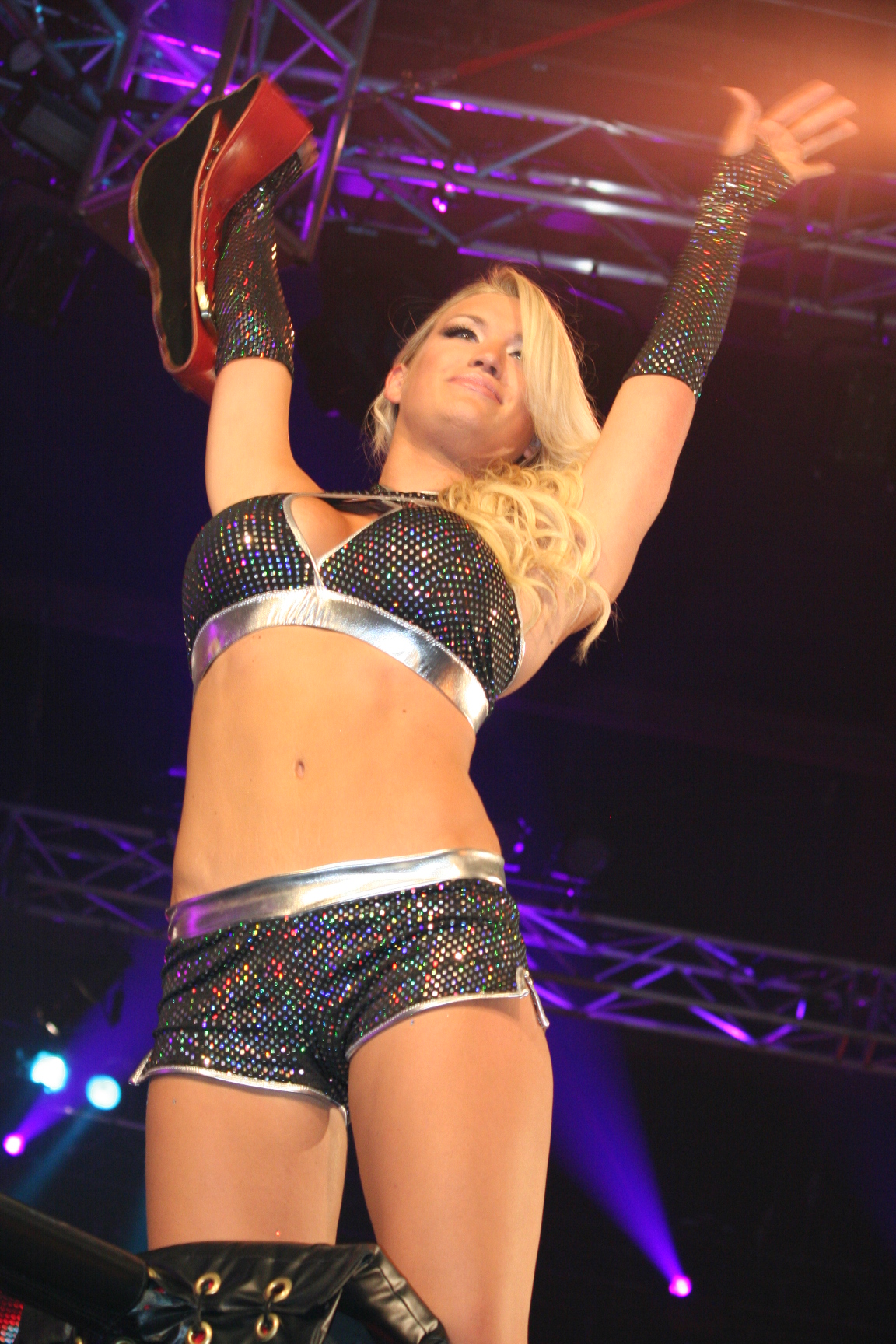
Lacey Von Erich.

Lacey Von Erich (nata 17 luglio 1986, Dallas, Texas) è il ring name di Lacey Dawn Adkisson. Lacey è la figlia di Kerry Von Erich. In precedenza ha lottato nella World Wrestling Entertainment e nella TNA come membro delle "Beautiful People". È una ex campionessa TNA Knockout Tag Team. Si è ritirata dal ring nel 2010 per dedicarsi alla famiglia.

### "Altri" Von Erich

#### Waldo Von Erich
Waldo Von Erich era il ring name usato dal wrestler canadese Walter Sieber. Sebbene venisse presentato all'epoca come fratello di Fritz Von Erich, con il quale lottava in coppia, non aveva nessuna relazione di parentela con gli Adkisson. Waldo è deceduto nel luglio 2009.

#### Lance Von Erich
Lance Von Erich è il nome d'arte utilizzato dal wrestler nativo di Dallas William Kevin Vaughn. Per un breve periodo negli anni ottanta, veniva accreditato come il figlio di Waldo Von Erich, ma non c'era nessun legame biologico tra i due. Inoltre Lance non ha nessuna relazione di parentela con la famiglia Adkisson.

## WWE Hall of Fame
Il 16 marzo 2009, la WWE ha annunciato che la famiglia Von Erich sarebbe stata inserita nella WWE Hall of Fame. Furono introdotti da Michael "P.S." Hayes, e Kevin Von Erich presenziò alla cerimonia per accettare l'onorificenza.

## Albero genealogico
|                               |                               |                               |                               |                               |                               |                        |                        |                         |                         |                         |                         |                           |                           |                           |                           |                           |                           |  |  |                                      |                                      |                                      |                                      | Fritz Von Erich (1929-1997)          |                                      |  |  |                                |                                |                                |                                |                                |                                |                             |                             |                             |                             |                         |                         |                            |                            |                            |                            |                            |                            |  |  |                             |                             |                             |                             |                             |                             |  |  |  |  |  |  |  |  |  |  |  |  |  |  |  |  |  |  |  |  |  |  |  |  |  |  |  |  |  |  |  |  |
|                               |                               |                               |                               |                               |                               |                        |                        |                         |                         |                         |                         |                           |                           |                           |                           |                           |                           |  |  |                                      |                                      |                                      |                                      |                                      |                                      |  |  |                                |                                |                                |                                |                                |                                |                             |                             |                             |                             |                         |                         |                            |                            |                            |                            |                            |                            |  |  |                             |                             |                             |                             |                             |                             |  |  |  |  |  |  |  |  |  |  |  |  |  |  |  |  |  |  |  |  |  |  |  |  |  |  |  |  |  |  |  |  |
|                               |                               |                               |                               |                               |                               |                        |                        |                         |                         |                         |                         |                           |                           |                           |                           |                           |                           |  |  |                                      |                                      |                                      |                                      |                                      |                                      |  |  |                                |                                |                                |                                |                                |                                |                             |                             |                             |                             |                         |                         |                            |                            |                            |                            |                            |                            |  |  |                             |                             |                             |                             |                             |                             |  |  |  |  |  |  |  |  |  |  |  |  |  |  |  |  |  |  |  |  |  |  |  |  |  |  |  |  |  |  |  |  |
| Jack Adkisson Jr. (1952-1959) | Jack Adkisson Jr. (1952-1959) | Jack Adkisson Jr. (1952-1959) | Jack Adkisson Jr. (1952-1959) | Jack Adkisson Jr. (1952-1959) | Jack Adkisson Jr. (1952-1959) |                        |                        | Kevin Von Erich (1957-) | Kevin Von Erich (1957-) | Kevin Von Erich (1957-) | Kevin Von Erich (1957-) | Kevin Von Erich (1957-)   | Kevin Von Erich (1957-)   |                           |                           |                           |                           |  |  | David Von Erich (1958-1984)          | David Von Erich (1958-1984)          | David Von Erich (1958-1984)          | David Von Erich (1958-1984)          | David Von Erich (1958-1984)          | David Von Erich (1958-1984)          |  |  |                                |                                |                                |                                | Kerry Von Erich (1960-1993)    | Kerry Von Erich (1960-1993)    | Kerry Von Erich (1960-1993) | Kerry Von Erich (1960-1993) | Kerry Von Erich (1960-1993) | Kerry Von Erich (1960-1993) |                         |                         | Mike Von Erich (1964-1987) | Mike Von Erich (1964-1987) | Mike Von Erich (1964-1987) | Mike Von Erich (1964-1987) | Mike Von Erich (1964-1987) | Mike Von Erich (1964-1987) |  |  | Chris Von Erich (1969-1991) | Chris Von Erich (1969-1991) | Chris Von Erich (1969-1991) | Chris Von Erich (1969-1991) | Chris Von Erich (1969-1991) | Chris Von Erich (1969-1991) |  |  |  |  |  |  |  |  |  |  |  |  |  |  |  |  |  |  |  |  |  |  |  |  |  |  |  |  |  |  |  |  |
| Jack Adkisson Jr. (1952-1959) | Jack Adkisson Jr. (1952-1959) | Jack Adkisson Jr. (1952-1959) | Jack Adkisson Jr. (1952-1959) | Jack Adkisson Jr. (1952-1959) | Jack Adkisson Jr. (1952-1959) |                        |                        | Kevin Von Erich (1957-) | Kevin Von Erich (1957-) | Kevin Von Erich (1957-) | Kevin Von Erich (1957-) | Kevin Von Erich (1957-)   | Kevin Von Erich (1957-)   |                           |                           |                           |                           |  |  | David Von Erich (1958-1984)          | David Von Erich (1958-1984)          | David Von Erich (1958-1984)          | David Von Erich (1958-1984)          | David Von Erich (1958-1984)          | David Von Erich (1958-1984)          |  |  |                                |                                |                                |                                | Kerry Von Erich (1960-1993)    | Kerry Von Erich (1960-1993)    | Kerry Von Erich (1960-1993) | Kerry Von Erich (1960-1993) | Kerry Von Erich (1960-1993) | Kerry Von Erich (1960-1993) |                         |                         | Mike Von Erich (1964-1987) | Mike Von Erich (1964-1987) | Mike Von Erich (1964-1987) | Mike Von Erich (1964-1987) | Mike Von Erich (1964-1987) | Mike Von Erich (1964-1987) |  |  | Chris Von Erich (1969-1991) | Chris Von Erich (1969-1991) | Chris Von Erich (1969-1991) | Chris Von Erich (1969-1991) | Chris Von Erich (1969-1991) | Chris Von Erich (1969-1991) |  |  |  |  |  |  |  |  |  |  |  |  |  |  |  |  |  |  |  |  |  |  |  |  |  |  |  |  |  |  |  |  |
|                               |                               |                               |                               |                               |                               |                        |                        |                         |                         |                         |                         |                           |                           |                           |                           |                           |                           |  |  |                                      |                                      |                                      |                                      |                                      |                                      |  |  |                                |                                |                                |                                |                                |                                |                             |                             |                             |                             |                         |                         |                            |                            |                            |                            |                            |                            |  |  |                             |                             |                             |                             |                             |                             |  |  |  |  |  |  |  |  |  |  |  |  |  |  |  |  |  |  |  |  |  |  |  |  |  |  |  |  |  |  |  |  |
|                               |                               |                               |                               | Ross Von Erich (1988-)        | Ross Von Erich (1988-)        | Ross Von Erich (1988-) | Ross Von Erich (1988-) | Ross Von Erich (1988-)  | Ross Von Erich (1988-)  |                         |                         | Marshall Von Erich (1992) | Marshall Von Erich (1992) | Marshall Von Erich (1992) | Marshall Von Erich (1992) | Marshall Von Erich (1992) | Marshall Von Erich (1992) |  |  | Natosha Zoeanna Adkisson (1978–1978) | Natosha Zoeanna Adkisson (1978–1978) | Natosha Zoeanna Adkisson (1978–1978) | Natosha Zoeanna Adkisson (1978–1978) | Natosha Zoeanna Adkisson (1978–1978) | Natosha Zoeanna Adkisson (1978–1978) |  |  | Hollie Brooke Adkisson (1984-) | Hollie Brooke Adkisson (1984-) | Hollie Brooke Adkisson (1984-) | Hollie Brooke Adkisson (1984-) | Hollie Brooke Adkisson (1984-) | Hollie Brooke Adkisson (1984-) |                             |                             | Lacey Von Erich (1986-)     | Lacey Von Erich (1986-)     | Lacey Von Erich (1986-) | Lacey Von Erich (1986-) | Lacey Von Erich (1986-)    | Lacey Von Erich (1986-)    |                            |                            |                            |                            |  |  |                             |                             |                             |                             |                             |                             |  |  |  |  |  |  |  |  |  |  |  |  |  |  |  |  |  |  |  |  |  |  |  |  |  |  |  |  |  |  |  |  |

## Titoli e riconoscimenti
I vari lottatori membri della famiglia Von Erich hanno conquistato complessivamente 144 titoli nel corso degli anni. La seguente lista comprende tutti i titoli vinti da ciascun membro.
- Action Zone Wrestling
  - AZW Tag Team Championship (1)[29] - Ross e Marshall
- All Japan Pro Wrestling
  - AJPW All Asia Tag Team Championship (2) - David (1) e Kevin (1)
  - NWA International Tag Team Championship (1) - Fritz
- American Wrestling Association
  - AWA World Heavyweight Championship (1) - Fritz
- Championship Wrestling from Florida
  - NWA Florida Southern Heavyweight Championship (1) - David
  - NWA Florida Television Championship (1) - David
  - NWA North American Tag Team Championship (Florida version) (1) - David
- Imperial Wrestling Revolution
  - IWR Tag Team Championship (1)[30] - Ross e Marshall
- Major League Wrestling
  - MLW World Tag Team Championship (1)[31] - Ross e Marshall
- Maple Leaf Wrestling
  - NWA Canadian Open Tag Team Championship (3) - Fritz
- Mid-Atlantic Championship Wrestling
  - NWA Southern Tag Team Championship (Mid-Atlantic version) (1) - Fritz
- NWA Detroit
  - NWA United States Heavyweight Championship (Detroit version) (3) - Fritz
- NWA Minneapolis Wrestling and Boxing Club
  - NWA World Tag Team Championship (Minneapolis version) (1) - Fritz
- NWA Southwest
  - NWA North American Heavyweight Championship (1) - Kevin
- NWA Western States Sports
  - NWA International Tag Team Championship (Amarillo version) (1) - Fritz
  - NWA North American Heavyweight Championship (Amarillo version) (4) - Fritz
- St. Louis Wrestling Club
  - NWA Missouri Heavyweight Championship (3) - Kevin (1), David (1) e Kerry (1)
- Southwest Sports, Inc./NWA Big Time Wrestling/World Class Championship Wrestling/World Class Wrestling Association
  - NWA American/WCCW American/WCWA World Heavyweight Championship (33) - Fritz (16), Kevin (7), Kerry (9) e Mike (1)
  - NWA American/WCCW American/WCWA World Tag Team Championship (24) - Fritz (6), Kevin (7), David (1) e Kerry (10)
  - NWA/WCCW Texas Brass Knuckles Championship (5) - Fritz
  - NWA/WCCW/WCWA Texas Heavyweight Championship (16) - Fritz (3), Kevin (2), David (8) e Kerry (3)
  - NWA United National Championship (1) - David
  - NWA World Heavyweight Championship (1) - Kerry
  - NWA World Six-Man Tag Team Championship (Texas version) (20) - Fritz (1), Kevin (7), David (2), Kerry (6) e Mike (4)
  - NWA World Tag Team Championship (Texas version) (6) - Fritz (2), Kevin (1), David (1) e Kerry (3)
  - WCCW Middle Eastern Championship (1) - Mike
  - WCCW Television Championship (1) - Kevin
  - WCCW/WCWA Texas Tag Team Championship (5) - Kevin (2), David (2) e Kerry (3)
  - WCWA World Six-Man Tag Team Championship (6) - Kevin (4) e Kerry (2)
- Texas Wrestling Federation
  - TWF Texas Heavyweight Championship (1) - Kevin
- Total Nonstop Action Wrestling
  - TNA Knockouts Tag Team Championship (1) - Lacey
- Windy City Pro Wrestling
  - WCPW Ladies Championship (1) - Lacey
- World Wrestling Federation/Entertainment
  - WWF Intercontinental Championship (1) - Kerry
  - WWE Hall of Fame (classe del 2009)
- Wrestling Observer Newsletter
  - Match of the Year (1984) - Kevin, Kerry, e Mike vs. the Fabulous Freebirds (Buddy Roberts, Michael "PS" Hayes, e Terry Gordy) in un Anything Goes match
- Altri titoli
  - World Heavyweight Championship (Wequetequock version) (2) - Fritz

## Riferimenti nella cultura popolare
- Il film biografico The Warrior: The Iron Claw (The Iron Claw) del 2023, diretto da Sean Durkin, racconta la storia della famiglia Von Erich (omettendo però la figura di Chris). Nella pellicola recitano Zac Efron, Lily James, Jeremy Allen White, Harris Dickinson, Maura Tierney, Maxwell Jacob Friedman, Chavo Guerrero Jr. e Holt McCallany.[32][33]